# アーガイル公爵
アーガイル公爵（英語: Duke of Argyll, スコットランド・ゲール語: Diùc Earra-Ghàidheil）は、イギリスの公爵位。スコットランドの氏族(クラン)の一つキャンベル氏族の族長であるキャンベル家は、1445年にキャンベル卿（スコットランド貴族）、1457年にアーガイル伯爵（スコットランド貴族）を与えられた。そして1701年に10代アーガイル伯アーチボルド・キャンベルがアーガイル公爵（スコットランド貴族）に叙されたのがアーガイル公爵位の始まりである。さらに1892年には8代アーガイル公ジョージ・キャンベルが連合王国貴族としてのアーガイル公爵位も与えられている。

## 歴史

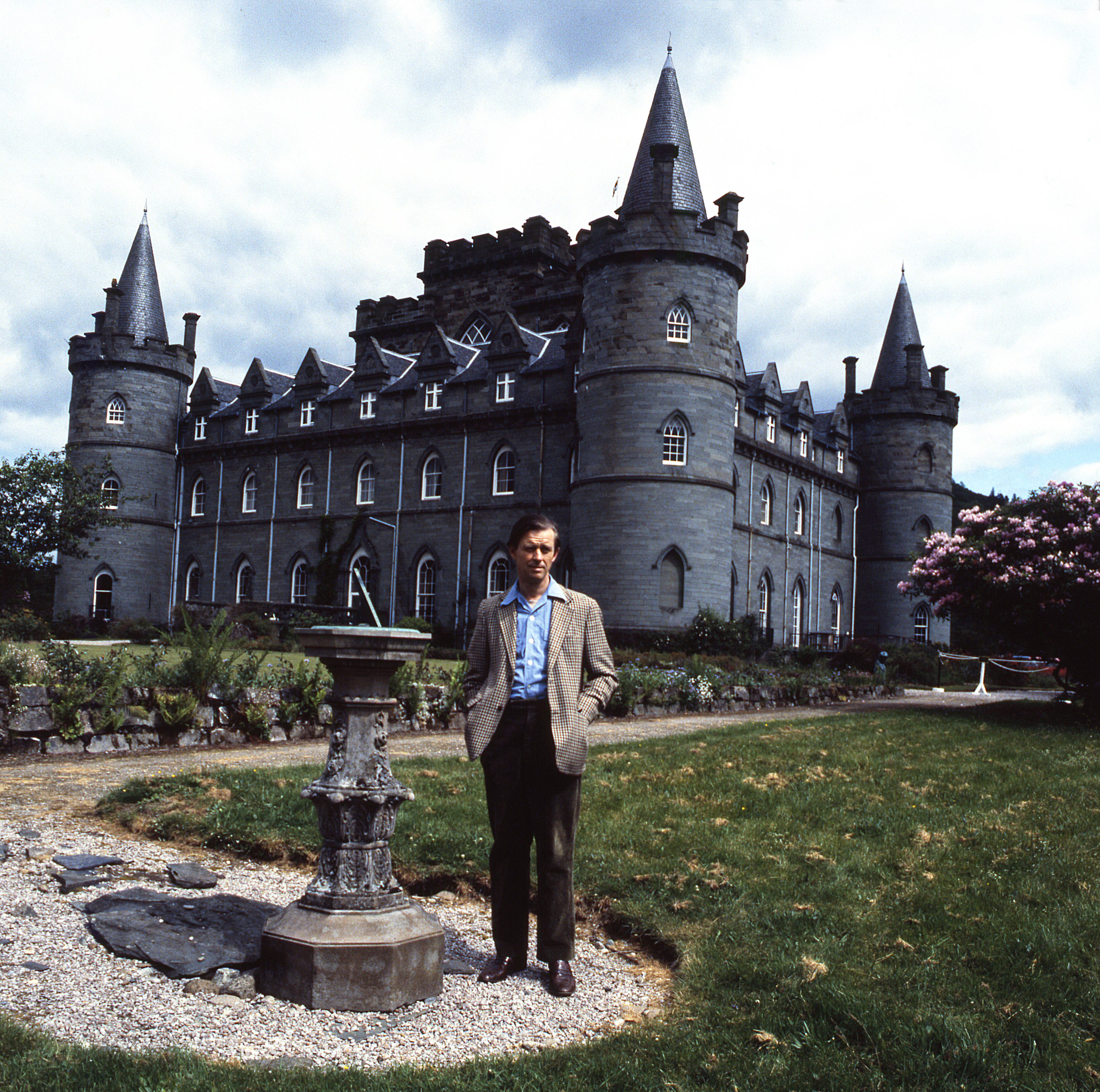
アーガイル公爵家の居城インヴァレリー城をバックに立つ第12代アーガイル公イアン・キャンベル（1984年撮影）。

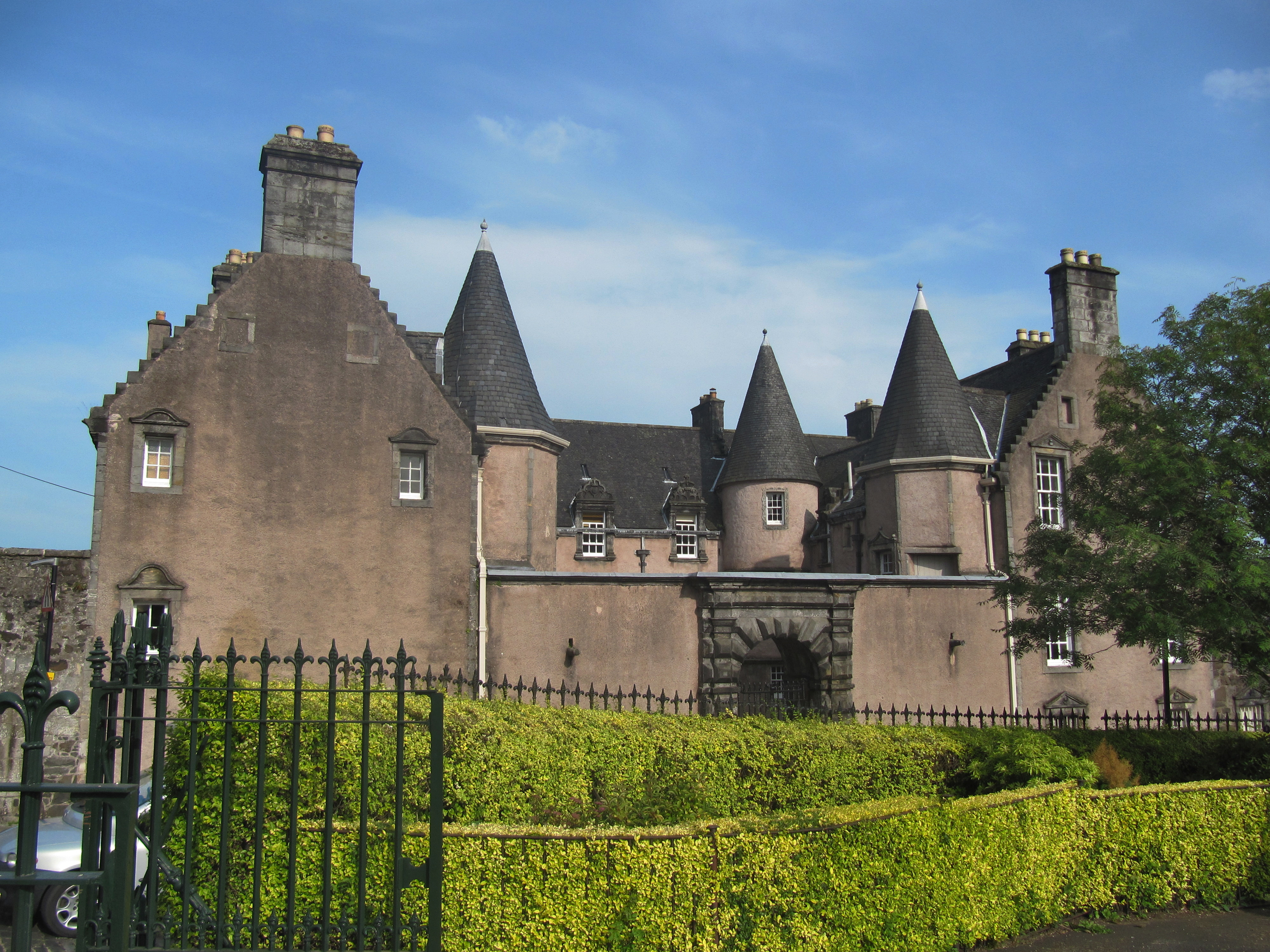
アーガイル公爵家のスターリングの邸宅として使用されていたアーガイル・ロッジング。

### 貴族に叙されるまで
キャンベル家はスコットランド中西部を占める巨大なクラン（スコットランドの氏族集団）であるキャンベル氏族の族長(Chief)家系である。
スコットランド西部アーガイルにあった古代王家の女系の末裔とされ、14世紀にサー・ニール・キャンベル(生年不詳-1315年)がロバート1世の側近として台頭し、ロバート1世の姉マリー・ブルースと結婚した。ニールの息子であるサー・コリン・キャンベルがアーガイル地方に広大な領地を与えられた。

### キャンベル卿・アーガイル伯爵
キャンベル家に初めてスコットランド貴族爵位が与えられたのは、サー・コリン・キャンベルの曽孫にあたるダンカン・キャンベル(生年不詳-1453年)が1445年にキャンベル卿（Lord Campbell）に叙されたのが最初である。
キャンベル卿位を継承した孫の第2代キャンベル卿コリン・キャンベル(1433年-1493年)は、西部のクランのローン卿ステュアート家の娘イザベラと結婚し、それによってキャンベル家は西部クラン最大のクランとなった。彼の代からキャンベル家の長は「マッカラン・モア」と呼ばれるようになった。彼は1457年にスコットランド貴族アーガイル伯爵(Earl of Argyll)、1470年にローン卿(Lord Lorne)に叙されるとともに、中央政界で活躍し、スコットランド大法官やスコットランド法院長等を歴任した。また1488年には第5代アンガス伯アーチボルド・ダグラスら他のスコットランド貴族とともにジェームズ3世廃位の軍を起こして同王を敗死に追い込んでいる。
初代伯の曾孫である4代アーガイル伯アーチボルド・キャンベル(1507年頃-1558年)は1557年に第4代モートン伯ジェイムズ・ダグラスとともにプロテスタント信仰を誓う「第一次信仰盟約（The First Covenant, or The First Bond）」を締結しており、スコットランド内の親イングランド派政治家だった。
4代伯の曾孫8代アーガイル伯アーチボルド・キャンベル(1607年-1661年)は1641年にチャールズ1世よりスコットランド貴族アーガイル侯爵(Marquess of Argyll)に叙され、1642年にはチャールズ1世のためにスコッツガーズを創設したが、清教徒革命（イングランド内戦）では長老派としてチャールズ1世の宗教政策に反対してイングランド議会派軍に転じている。しかし国王の処刑には反対し、1651年にはチャールズ2世をスコットランド国王に擁立した。それによってオリバー・クロムウェル率いるイングランド共和国軍のスコットランド侵攻を招くと国王を見限ってクロムウェルに恭順したが、王政復古後の1661年5月に大逆罪で処刑された。
その長男の9代アーガイル伯アーチボルド・キャンベル(1629年-1685年)は一貫して王党派として行動してクロムウェルに投獄されていたため、王政復古後もチャールズ2世から重用されたが、王弟ヨーク公ジェームズ（ジェームズ2世）とは不仲だったため、チャールズ2世崩御後にモンマスの反乱に加担し、反乱鎮圧後には大逆罪で処刑され、所領も没収された。

### アーガイル公爵
その長男である10代アーガイル伯アーチボルド・キャンベル(1658年-1703年)はオランダへ渡り、オレンジ公ウィリアム（後のイングランド王ウィリアム3世、スコットランド王ウィリアム2世）に協力し、1689年にはウィリアム3世を王位につける名誉革命の成功に尽力した。その功績でアーガイル伯爵位と所領を復帰させた。1692年にウィリアム3世がスコットランドの各クランに忠誠の誓約書の提出を求めた際、グレンコウのクランのマクドナルド家だけ提出が遅れ、マクドナルド一族が皆殺しにされる事件があったが、この虐殺はウィリアム3世の命を受けた10代アーガイル伯の仕業であったという（グレンコウの虐殺）。ウィリアム3世への忠勤から1701年6月23日にはアーガイル公爵(Duke of Argyll)、インヴァレリー、マル、モーヴァーン、タイリー卿(Lord of Inverary, Mull, Morvern and Tirie)、キンタイア＝ローン侯爵(Marquess of Kintyre and Lorn)、ロッコウ＝グレニーレ子爵(Viscount of Lochow and Glenyla)、キャンベル＝コウォール伯爵(Earl of Campbell and Cowall)（全てスコットランド貴族）に叙せられた。
その長男である2代アーガイル公ジョン・キャンベル(1680年-1743年)は1707年のイングランド・スコットランド合同交渉にあたってスコットランド代表を務め、イングランド優位の連合条件を呑んだ。また1715年のジャコバイトの反乱の際に鎮圧の指揮を執ったことで知られる。彼は1705年11月26日にイングランド貴族爵位グリニッジ伯爵(Earl of Greenwich)、1719年4月27日にグレートブリテン貴族グリニッジ公爵(Duke of Greenwich)に叙されているが、男子相続人がなかったため、一代で絶えている。
この2代アーガイル公と続く3代アーガイル公アーチボルド・キャンベル(1682年-1761年)の代にアーガイル公爵家のスコットランドにおける影響力は最高潮に達し、スコットランドの地方政治を手中におさめるようになった。そのためしばしばロンドンの中央政府と対立した。
5代アーガイル公ジョン・キャンベル(1723年-1806年)は、軍人としてキャリアを積み、ホイッグ党の庶民院議員も務めて、1766年12月23日にはグレートブリテン貴族サンドリッジ男爵(Baron Sundridge)に叙された。
その長男である6代アーガイル公ジョージ(1768年-1839年)は父からアーガイル公爵位を継承する前の1799年8月2日に母からグレートブリテン貴族ハメルドンのハミルトン男爵(Baron Hamilton of Hameldon)を継承している。
8代アーガイル公ジョージ(1823年-1900年)は自由党の政治家としてインド大臣や王璽尚書などの閣僚職を歴任し、1892年8月7日には新たに連合王国貴族アーガイル公爵(Duke of Argyll)に叙された。
その長男である9代アーガイル公ジョン(1845年-1914年)は、襲爵前にカナダ総督を務め、またヴィクトリア女王の四女ルイーズと結婚しているが、子供はできず、爵位は甥に移っている。
11代アーガイル公イアン・キャンベル(1903年-1973年)はハイランド師団に属して第二次世界大戦に従軍したが、1940年のフランス戦でドイツ軍の捕虜になっている。
2016年現在の当主は13代アーガイル公トーキル(1968年-)である。彼はキャンベル氏族長と地主としての仕事をしながら、ペルノ・リカールでコンサルタントも務め、スコッチ・ウイスキーを推進している。
アーガイル公爵家の居城は現在に至るまでスコットランド・アーガイル・インヴァレリーにあるインヴァレリー城である。家訓は「忘れるなかれ（ラテン語: Ne obliviscaris）」。

## 現当主の保有爵位
現在の当主であるトーキル・キャンベルは以下の爵位を保有している。
- 第13代アーガイル公爵 (13th Duke of Argyll)
(1701年6月23日の勅許状によるスコットランド貴族爵位)
- 第6代アーガイル公爵 (6th Duke of Argyll)
(1892年4月7日の勅許状による連合王国貴族爵位)
- 第13代キンタイア＝ローン侯爵 (13th Marquess of Kintyre and Lorne)
(1701年6月23日の勅許状によるスコットランド貴族爵位)
- 第22代アーガイル伯爵 (22nd Earl of Argyll)
(1457年頃の勅許状によるスコットランド貴族爵位)
- 第13代キャンベル＝コウォール伯爵 (13th Earl of Campbell and Cowall)
(1701年6月23日の勅許状によるスコットランド貴族爵位)
- 第13代ロッコウ＝グレニーレ子爵 (13th Viscount Lochaw and Glenyla)
(1701年6月23日の勅許状によるスコットランド貴族爵位)
- 第23代キャンベル卿 23rd Lord Campbell
(1445年頃の勅許状によるスコットランド貴族爵位)
- 第22代ローン卿 (22nd Lord Lorne)
(1470年4月17日のcharterによるスコットランド貴族爵位)
- 第16代キンタイア卿 (16th Lord Kintyre)
(1626年2月2日の勅許状によるスコットランド貴族爵位)
- 第13代インヴァレリー＝マル＝モーヴァーン＝タイリー卿 (13th Lord Inverary, Mull, Morvern, and Tirie)
(1701年6月23日の勅許状によるスコットランド貴族爵位)
- ケント州におけるコーンブ・バンクの第9代サンドリッジ男爵 (9th Baron Sundridge, of Coomb Bank in the County of Kent)
(1766年12月22日の勅許状によるグレートブリテン貴族爵位)
- レスター州におけるハンブルデーンのハメルドンの第10代ハミルトン男爵 (10th Baron Hamilton of Hameldon, of Hambledon in the County of Leicester)
(1776年5月20日の勅許状によるグレートブリテン貴族爵位)

## 一覧

### キャンベル卿（1445年）
| 肖像 | 爵位の代数 名前 （生没年）                                                  | 受爵期間               | 備考                                     |
| ---- | --------------------------------------------------------------------------- | ---------------------- | ---------------------------------------- |
|      | 初代キャンベル卿 ダンカン・キャンベル (Duncan Campbell) （生年不詳-1453年） | 1445年 - 1453年        |                                          |
|      | 第2代キャンベル卿 コリン・キャンベル (Colin Campbell) （1433年-1493年）     | 1453年 - 1493年5月10日 | 1457年にアーガイル伯(スコットランド貴族) |

### アーガイル伯（1457年）
| 肖像 | 爵位の代数 名前 （生没年）                                                                         | 受爵期間                      | 備考 |
| ---- | -------------------------------------------------------------------------------------------------- | ----------------------------- | --- |
|      | 初代アーガイル伯爵 コリン・キャンベル (Colin Campbell) （1433年-1493年）                           | 1457年 - 1493年5月10日        | 1470年にローン卿(スコットランド貴族) |
|      | 第2代アーガイル伯爵 アーチボルド・キャンベル (Archibald Campbell) （生年不詳-1513年）              | 1493年5月10日 - 1513年9月9日  | |
|      | 第3代アーガイル伯爵 コリン・キャンベル (Colin Campbell) （1486年頃-1529年）                        | 1513年9月9日 - 1529年10月9日  | |
|      | 第4代アーガイル伯爵 アーチボルド・キャンベル (Archibald Campbell) （1507年頃-1558年）              | 1529年10月9日 - 1558年12月2日 | |
|      | 第5代アーガイル伯爵 アーチボルド・キャンベル (Archibald Campbell) （生年不詳-1573年）              | 1558年12月2日 - 1573年9月12日 | |
|      | 第6代アーガイル伯爵 コリン・キャンベル (Colin Campbell) （生年不詳-1584年）                        | 1573年9月12日 - 1584年9月10日 | |
|      | 第7代アーガイル伯爵 アーチボルド・キャンベル (Archibald Campbell) （1575年頃-1638年）              | 1584年9月10日 - 1638年        | |
|      | 初代アーガイル侯爵 第8代アーガイル伯爵 アーチボルド・キャンベル (Archibald Campbell) （1607-1661） | 1638年 - 1661年5月27日        | 1641年にアーガイル侯（スコットランド貴族） 1661年に爵位剥奪 |
|      | 第9代アーガイル伯爵 アーチボルド・キャンベル (Archibald Campbell) （1629-1685）                    | 1663年 - 1685年6月30日        | 1663年にアーガイル侯以外の爵位回復 1685年に全爵位剥奪 |
|      | 第10代アーガイル伯爵 アーチボルド・キャンベル (Archibald Campbell) （1658-1703）                   | 1689年 - 1703年9月25日        | 1689年に復権 1701年にアーガイル公(スコットランド貴族) 1701年にキンタイア＝ローン侯爵(スコットランド貴族) 1701年にキャンベル＝コウォール伯爵(スコットランド貴族) 1701年にロッコウ＝グレニーレ子爵(スコットランド貴族) 1701年にインヴァレリー卿(スコットランド貴族) 1701年にロッコウ＝グレニーレ子爵(スコットランド貴族) |

### アーガイル公（1701年/1892年）
| 肖像 | 爵位の代数 名前 （生没年） | 受爵期間                       | 備考 |
| ---- | --- | ------------------------------ | --- |
|      | 初代アーガイル公爵 アーチボルド・キャンベル (Archibald Campbell) （1658年-1703年） | 1701年 - 1703年9月25日         | |
|      | 第2代アーガイル公爵 初代グリニッジ公爵 ジョン・キャンベル (John Campbell) （1680年-1743年）                                                                                                 | 1703年9月25日 - 1743年10月4日  | 1705年にグリニッジ伯(イングランド貴族) 1719年にグリニッジ公(グレートブリテン貴族) 1743年にグリニッジ伯・グリニッジ公廃絶 |
|      | 第3代アーガイル公爵 アーチボルド・キャンベル (Archibald Campbell) （1682年-1761年） | 1743年10月4日 - 1761年4月15日  | |
|      | 第4代アーガイル公爵 ジョン・キャンベル (John Campbell) （1693年頃-1770年） | 1761年4月15日 - 1770年11月9日  | |
|      | 第5代アーガイル公爵 ジョン・キャンベル (John Campbell) （1723年-1806年） | 1770年11月9日 - 1806年5月24日  | 1766年にサンドリッジ男爵(グレートブリテン貴族)                                                                           |
|      | 第6代アーガイル公爵 ジョージ・ウィリアム・キャンベル (George William Campbell) （1768年-1839年）                                                                                            | 1806年5月24日 - 1839年10月22日 | 1799年にハメルドンのハミルトン男爵(グレートブリテン貴族)                                                                 |
|      | 第7代アーガイル公爵 ジョン・ダグラス・ヘンリー・エドワード・キャンベル (John Douglas Edward Henry Campbell) （1777年-1847年）                                                               | 1839年10月22日 - 1847年4月25日 | |
|      | 第8代アーガイル公爵 初代アーガイル公爵 ジョージ・ジョン・ダグラス・キャンベル (George John Douglas Campbell) （1823年-1900年）                                                              | 1847年4月25日 - 1900年4月24日  | 1892年にアーガイル公爵(連合王国貴族)                                                                                     |
|      | 第9代アーガイル公爵 第2代アーガイル公爵 ジョン・ジョージ・エドワード・ヘンリー・ダグラス・サザーランド・キャンベル (John George Edward Henry Douglas Sutherland Campbell) （1845年-1914年） | 1900年4月24日 - 1914年5月2日   | |
|      | 第10代アーガイル公爵 第3代アーガイル公爵 ニール・ディアーミッド・キャンベル (Niall Diarmid Campbell) （1872年-1949年）                                                                      | 1914年5月2日 - 1949年8月20日   | |
|      | 第11代アーガイル公爵 第4代アーガイル公爵 イアン・ダグラス・キャンベル (Ian Douglas Campbell) (1903年-1973年)                                                                                | 1949年8月20日 - 1973年4月7日   | |
|      | 第12代アーガイル公爵 第5代アーガイル公爵 イアン・キャンベル (Ian Campbell) （1937年-2001年）                                                                                                | 1973年4月7日 - 2001年4月21日   | |
|      | 第13代アーガイル公爵 第6代アーガイル公爵 トーキル・イアン・キャンベル (Torquhil Ian Campbell) (1968年-)                                                                                     | 2001年4月21日 - 受爵中         | |

法定推定相続人は現当主の長男ローン侯爵(儀礼称号)アーチー・フレデリック・キャンベル（2004-）。

## 系図
|                                                                                  |                                                                                  |                                                                                  |                                                                                  |                                                                                  |                                                                                  |  |  | 1445年キャンベル卿 | | | | | | | | | | | | | | | | | |                                                                                  |                                                                                  |                                                     |                                                     |  |  |                                                       |                                                       |                                                       |                                                       |                                                       |                                                       |  |  |  |  |
|                                                                                  |                                                                                  |                                                                                  |                                                                                  |                                                                                  |                                                                                  |  |  | 初代キャンベル卿 ダンカン・キャンベル (-1453)                                                                                | | | | | | | | | | | | | | | | | |                                                                                  |                                                                                  |                                                     |                                                     |  |  |                                                       |                                                       |                                                       |                                                       |                                                       |                                                       |  |  |  |  |
|                                                                                  |                                                                                  |                                                                                  |                                                                                  |                                                                                  |                                                                                  |  |  | | | | | | | | | | | | | | | | | | |                                                                                  |                                                                                  |                                                     |                                                     |  |  |                                                       |                                                       |                                                       |                                                       |                                                       |                                                       |  |  |  |  |
|                                                                                  |                                                                                  |                                                                                  |                                                                                  |                                                                                  |                                                                                  |  |  | | | | | | | | | | | | | | | | | | |                                                                                  |                                                                                  |                                                     |                                                     |  |  |                                                       |                                                       |                                                       |                                                       |                                                       |                                                       |  |  |  |  |
|                                                                                  |                                                                                  |                                                                                  |                                                                                  |                                                                                  |                                                                                  |  |  | アーチボルド・キャンベル (生没年不詳)                                                                                        | アーチボルド・キャンベル (生没年不詳)                                                                                        | アーチボルド・キャンベル (生没年不詳)                                                                                        | アーチボルド・キャンベル (生没年不詳)                                                                                        | アーチボルド・キャンベル (生没年不詳)                                                                                        | アーチボルド・キャンベル (生没年不詳)                                                                                        | | | コリン・キャンベル (生年不詳-1475年頃)                                                                                        | コリン・キャンベル (生年不詳-1475年頃)                                                                                        | コリン・キャンベル (生年不詳-1475年頃)                                                                                        | コリン・キャンベル (生年不詳-1475年頃)                                                                                        | コリン・キャンベル (生年不詳-1475年頃)                                                                                          | コリン・キャンベル (生年不詳-1475年頃)                                                                                          | | | | |                                                                                  |                                                                                  |                                                     |                                                     |  |  |                                                       |                                                       |                                                       |                                                       |                                                       |                                                       |  |  |  |  |
|                                                                                  |                                                                                  |                                                                                  |                                                                                  |                                                                                  |                                                                                  |  |  | アーチボルド・キャンベル (生没年不詳)                                                                                        | アーチボルド・キャンベル (生没年不詳)                                                                                        | アーチボルド・キャンベル (生没年不詳)                                                                                        | アーチボルド・キャンベル (生没年不詳)                                                                                        | アーチボルド・キャンベル (生没年不詳)                                                                                        | アーチボルド・キャンベル (生没年不詳)                                                                                        | | | コリン・キャンベル (生年不詳-1475年頃)                                                                                        | コリン・キャンベル (生年不詳-1475年頃)                                                                                        | コリン・キャンベル (生年不詳-1475年頃)                                                                                        | コリン・キャンベル (生年不詳-1475年頃)                                                                                        | コリン・キャンベル (生年不詳-1475年頃)                                                                                          | コリン・キャンベル (生年不詳-1475年頃)                                                                                          | | | | |                                                                                  |                                                                                  |                                                     |                                                     |  |  |                                                       |                                                       |                                                       |                                                       |                                                       |                                                       |  |  |  |  |
|                                                                                  |                                                                                  |                                                                                  |                                                                                  |                                                                                  |                                                                                  |  |  | 1457年アーガイル伯 | 1457年アーガイル伯 | 1457年アーガイル伯 | 1457年アーガイル伯 | 1457年アーガイル伯 | 1457年アーガイル伯 | | | ブリーダルベイン伯爵家へ | ブリーダルベイン伯爵家へ | ブリーダルベイン伯爵家へ | ブリーダルベイン伯爵家へ | ブリーダルベイン伯爵家へ | ブリーダルベイン伯爵家へ | | | | |                                                                                  |                                                                                  |                                                     |                                                     |  |  |                                                       |                                                       |                                                       |                                                       |                                                       |                                                       |  |  |  |  |
|                                                                                  |                                                                                  |                                                                                  |                                                                                  |                                                                                  |                                                                                  |  |  | 1457年アーガイル伯 | 1457年アーガイル伯 | 1457年アーガイル伯 | 1457年アーガイル伯 | 1457年アーガイル伯 | 1457年アーガイル伯 | 初代アーガイル伯 2代キャンベル卿 コリン・キャンベル (1433頃–1493)                                    | | ブリーダルベイン伯爵家へ | ブリーダルベイン伯爵家へ | ブリーダルベイン伯爵家へ | ブリーダルベイン伯爵家へ | ブリーダルベイン伯爵家へ | ブリーダルベイン伯爵家へ | | | | |                                                                                  |                                                                                  |                                                     |                                                     |  |  |                                                       |                                                       |                                                       |                                                       |                                                       |                                                       |  |  |  |  |
|                                                                                  |                                                                                  |                                                                                  |                                                                                  |                                                                                  |                                                                                  |  |  | | | | | | | | | | | | | | | | | | |                                                                                  |                                                                                  |                                                     |                                                     |  |  |                                                       |                                                       |                                                       |                                                       |                                                       |                                                       |  |  |  |  |
|                                                                                  |                                                                                  |                                                                                  |                                                                                  |                                                                                  |                                                                                  |  |  | 2代アーガイル伯 3代キャンベル卿 アーチボルド・キャンベル (-1513)                                                             | | | | | | | | | | | | | | | | | |                                                                                  |                                                                                  |                                                     |                                                     |  |  |                                                       |                                                       |                                                       |                                                       |                                                       |                                                       |  |  |  |  |
|                                                                                  |                                                                                  |                                                                                  |                                                                                  |                                                                                  |                                                                                  |  |  | | | | | | | | | | | | | | | | | | |                                                                                  |                                                                                  |                                                     |                                                     |  |  |                                                       |                                                       |                                                       |                                                       |                                                       |                                                       |  |  |  |  |
|                                                                                  |                                                                                  |                                                                                  |                                                                                  |                                                                                  |                                                                                  |  |  | | | | | | | | | | | | | | | | | | |                                                                                  |                                                                                  |                                                     |                                                     |  |  |                                                       |                                                       |                                                       |                                                       |                                                       |                                                       |  |  |  |  |
|                                                                                  |                                                                                  |                                                                                  |                                                                                  |                                                                                  |                                                                                  |  |  | 3代アーガイル伯 4代キャンベル卿 コリン・キャンベル (1486頃–1529)                                                             | 3代アーガイル伯 4代キャンベル卿 コリン・キャンベル (1486頃–1529)                                                             | 3代アーガイル伯 4代キャンベル卿 コリン・キャンベル (1486頃–1529)                                                             | 3代アーガイル伯 4代キャンベル卿 コリン・キャンベル (1486頃–1529)                                                             | 3代アーガイル伯 4代キャンベル卿 コリン・キャンベル (1486頃–1529)                                                             | 3代アーガイル伯 4代キャンベル卿 コリン・キャンベル (1486頃–1529)                                                             | | | ジョン・キャンベル (生年不詳-1546年)                                                                                          | ジョン・キャンベル (生年不詳-1546年)                                                                                          | ジョン・キャンベル (生年不詳-1546年)                                                                                          | ジョン・キャンベル (生年不詳-1546年)                                                                                          | ジョン・キャンベル (生年不詳-1546年)                                                                                            | ジョン・キャンベル (生年不詳-1546年)                                                                                            | | | | |                                                                                  |                                                                                  |                                                     |                                                     |  |  |                                                       |                                                       |                                                       |                                                       |                                                       |                                                       |  |  |  |  |
|                                                                                  |                                                                                  |                                                                                  |                                                                                  |                                                                                  |                                                                                  |  |  | 3代アーガイル伯 4代キャンベル卿 コリン・キャンベル (1486頃–1529)                                                             | 3代アーガイル伯 4代キャンベル卿 コリン・キャンベル (1486頃–1529)                                                             | 3代アーガイル伯 4代キャンベル卿 コリン・キャンベル (1486頃–1529)                                                             | 3代アーガイル伯 4代キャンベル卿 コリン・キャンベル (1486頃–1529)                                                             | 3代アーガイル伯 4代キャンベル卿 コリン・キャンベル (1486頃–1529)                                                             | 3代アーガイル伯 4代キャンベル卿 コリン・キャンベル (1486頃–1529)                                                             | | | ジョン・キャンベル (生年不詳-1546年)                                                                                          | ジョン・キャンベル (生年不詳-1546年)                                                                                          | ジョン・キャンベル (生年不詳-1546年)                                                                                          | ジョン・キャンベル (生年不詳-1546年)                                                                                          | ジョン・キャンベル (生年不詳-1546年)                                                                                            | ジョン・キャンベル (生年不詳-1546年)                                                                                            | | | | |                                                                                  |                                                                                  |                                                     |                                                     |  |  |                                                       |                                                       |                                                       |                                                       |                                                       |                                                       |  |  |  |  |
|                                                                                  |                                                                                  |                                                                                  |                                                                                  |                                                                                  |                                                                                  |  |  | | | | | | | | | コーダー伯爵家へ | | | | | | | | | |                                                                                  |                                                                                  |                                                     |                                                     |  |  |                                                       |                                                       |                                                       |                                                       |                                                       |                                                       |  |  |  |  |
|                                                                                  |                                                                                  |                                                                                  |                                                                                  |                                                                                  |                                                                                  |  |  | 4代アーガイル伯 5代キャンベル卿 アーチボルド・キャンベル (1507頃–1558)                                                       | | | | | | | | | | | | | | | | | |                                                                                  |                                                                                  |                                                     |                                                     |  |  |                                                       |                                                       |                                                       |                                                       |                                                       |                                                       |  |  |  |  |
|                                                                                  |                                                                                  |                                                                                  |                                                                                  |                                                                                  |                                                                                  |  |  | | | | | | | | | | | | | | | | | | |                                                                                  |                                                                                  |                                                     |                                                     |  |  |                                                       |                                                       |                                                       |                                                       |                                                       |                                                       |  |  |  |  |
|                                                                                  |                                                                                  |                                                                                  |                                                                                  |                                                                                  |                                                                                  |  |  | | | | | | | | | | | | | | | | | | |                                                                                  |                                                                                  |                                                     |                                                     |  |  |                                                       |                                                       |                                                       |                                                       |                                                       |                                                       |  |  |  |  |
| 5代アーガイル伯 6代キャンベル卿 アーチボルド・キャンベル (1532頃–1576)           | 5代アーガイル伯 6代キャンベル卿 アーチボルド・キャンベル (1532頃–1576)           | 5代アーガイル伯 6代キャンベル卿 アーチボルド・キャンベル (1532頃–1576)           | 5代アーガイル伯 6代キャンベル卿 アーチボルド・キャンベル (1532頃–1576)           | 5代アーガイル伯 6代キャンベル卿 アーチボルド・キャンベル (1532頃–1576)           | 5代アーガイル伯 6代キャンベル卿 アーチボルド・キャンベル (1532頃–1576)           |  |  | 6代アーガイル伯 7代キャンベル卿 コリン・キャンベル (-1594)                                                                   | 6代アーガイル伯 7代キャンベル卿 コリン・キャンベル (-1594)                                                                   | 6代アーガイル伯 7代キャンベル卿 コリン・キャンベル (-1594)                                                                   | 6代アーガイル伯 7代キャンベル卿 コリン・キャンベル (-1594)                                                                   | 6代アーガイル伯 7代キャンベル卿 コリン・キャンベル (-1594)                                                                   | 6代アーガイル伯 7代キャンベル卿 コリン・キャンベル (-1594)                                                                   | | | | | | | | | | | | |                                                                                  |                                                                                  |                                                     |                                                     |  |  |                                                       |                                                       |                                                       |                                                       |                                                       |                                                       |  |  |  |  |
| 5代アーガイル伯 6代キャンベル卿 アーチボルド・キャンベル (1532頃–1576)           | 5代アーガイル伯 6代キャンベル卿 アーチボルド・キャンベル (1532頃–1576)           | 5代アーガイル伯 6代キャンベル卿 アーチボルド・キャンベル (1532頃–1576)           | 5代アーガイル伯 6代キャンベル卿 アーチボルド・キャンベル (1532頃–1576)           | 5代アーガイル伯 6代キャンベル卿 アーチボルド・キャンベル (1532頃–1576)           | 5代アーガイル伯 6代キャンベル卿 アーチボルド・キャンベル (1532頃–1576)           |  |  | 6代アーガイル伯 7代キャンベル卿 コリン・キャンベル (-1594)                                                                   | 6代アーガイル伯 7代キャンベル卿 コリン・キャンベル (-1594)                                                                   | 6代アーガイル伯 7代キャンベル卿 コリン・キャンベル (-1594)                                                                   | 6代アーガイル伯 7代キャンベル卿 コリン・キャンベル (-1594)                                                                   | 6代アーガイル伯 7代キャンベル卿 コリン・キャンベル (-1594)                                                                   | 6代アーガイル伯 7代キャンベル卿 コリン・キャンベル (-1594)                                                                   | | | | | | | | | | | | |                                                                                  |                                                                                  |                                                     |                                                     |  |  |                                                       |                                                       |                                                       |                                                       |                                                       |                                                       |  |  |  |  |
|                                                                                  |                                                                                  |                                                                                  |                                                                                  |                                                                                  |                                                                                  |  |  | 7代アーガイル伯 8代キャンベル卿 アーチボルド・キャンベル (1575–1638)                                                         | | | | | | | | | | | | | | | | | |                                                                                  |                                                                                  |                                                     |                                                     |  |  |                                                       |                                                       |                                                       |                                                       |                                                       |                                                       |  |  |  |  |
|                                                                                  |                                                                                  |                                                                                  |                                                                                  |                                                                                  |                                                                                  |  |  | | | | | | | | | | | | | | | | | | |                                                                                  |                                                                                  |                                                     |                                                     |  |  |                                                       |                                                       |                                                       |                                                       |                                                       |                                                       |  |  |  |  |
|                                                                                  |                                                                                  |                                                                                  |                                                                                  |                                                                                  |                                                                                  |  |  | | | | | | | | | | | | | | | | | | |                                                                                  |                                                                                  |                                                     |                                                     |  |  |                                                       |                                                       |                                                       |                                                       |                                                       |                                                       |  |  |  |  |
|                                                                                  |                                                                                  |                                                                                  |                                                                                  |                                                                                  |                                                                                  |  |  | 1641年アーガイル侯 | 1641年アーガイル侯 | 1641年アーガイル侯 | 1641年アーガイル侯 | 1641年アーガイル侯 | 1641年アーガイル侯 | | | 1642年アーバイン伯 | 1642年アーバイン伯 | 1642年アーバイン伯 | 1642年アーバイン伯 | 1642年アーバイン伯 | 1642年アーバイン伯 | | | | |                                                                                  |                                                                                  |                                                     |                                                     |  |  |                                                       |                                                       |                                                       |                                                       |                                                       |                                                       |  |  |  |  |
|                                                                                  |                                                                                  |                                                                                  |                                                                                  |                                                                                  |                                                                                  |  |  | 1641年アーガイル侯 | 1641年アーガイル侯 | 1641年アーガイル侯 | 1641年アーガイル侯 | 1641年アーガイル侯 | 1641年アーガイル侯 | 初代アーガイル侯 8代アーガイル伯 9代キャンベル卿 アーチボルド・キャンベル (1607–1661)                | 初代アーガイル侯 8代アーガイル伯 9代キャンベル卿 アーチボルド・キャンベル (1607–1661)                | 初代アーガイル侯 8代アーガイル伯 9代キャンベル卿 アーチボルド・キャンベル (1607–1661)                                         | 初代アーガイル侯 8代アーガイル伯 9代キャンベル卿 アーチボルド・キャンベル (1607–1661)                                         | 初代アーガイル侯 8代アーガイル伯 9代キャンベル卿 アーチボルド・キャンベル (1607–1661)                                         | 初代アーガイル侯 8代アーガイル伯 9代キャンベル卿 アーチボルド・キャンベル (1607–1661)                                         | 1642年アーバイン伯 | 1642年アーバイン伯 | | | 初代アーバイン伯 ジェイムズ・キャンベル (1610–1645)                                                                             | 初代アーバイン伯 ジェイムズ・キャンベル (1610–1645)                                                                             | 初代アーバイン伯 ジェイムズ・キャンベル (1610–1645)                              | 初代アーバイン伯 ジェイムズ・キャンベル (1610–1645)                              | 初代アーバイン伯 ジェイムズ・キャンベル (1610–1645) | 初代アーバイン伯 ジェイムズ・キャンベル (1610–1645) |  |  |                                                       |                                                       |                                                       |                                                       |                                                       |                                                       |  |  |  |  |
|                                                                                  |                                                                                  |                                                                                  |                                                                                  |                                                                                  |                                                                                  |  |  | 処刑・爵位剥奪 | 処刑・爵位剥奪 | 処刑・爵位剥奪 | 処刑・爵位剥奪 | 処刑・爵位剥奪 | 処刑・爵位剥奪 | 初代アーガイル侯 8代アーガイル伯 9代キャンベル卿 アーチボルド・キャンベル (1607–1661)                | 初代アーガイル侯 8代アーガイル伯 9代キャンベル卿 アーチボルド・キャンベル (1607–1661)                | 初代アーガイル侯 8代アーガイル伯 9代キャンベル卿 アーチボルド・キャンベル (1607–1661)                                         | 初代アーガイル侯 8代アーガイル伯 9代キャンベル卿 アーチボルド・キャンベル (1607–1661)                                         | 初代アーガイル侯 8代アーガイル伯 9代キャンベル卿 アーチボルド・キャンベル (1607–1661)                                         | 初代アーガイル侯 8代アーガイル伯 9代キャンベル卿 アーチボルド・キャンベル (1607–1661)                                         | | | アーバイン伯廃絶 | アーバイン伯廃絶 | アーバイン伯廃絶 | アーバイン伯廃絶 | アーバイン伯廃絶                                                                 | アーバイン伯廃絶                                                                 | 初代アーバイン伯 ジェイムズ・キャンベル (1610–1645) | 初代アーバイン伯 ジェイムズ・キャンベル (1610–1645) |  |  |                                                       |                                                       |                                                       |                                                       |                                                       |                                                       |  |  |  |  |
|                                                                                  |                                                                                  |                                                                                  |                                                                                  |                                                                                  |                                                                                  |  |  | 処刑・爵位剥奪 | 処刑・爵位剥奪 | 処刑・爵位剥奪 | 処刑・爵位剥奪 | 処刑・爵位剥奪 | 処刑・爵位剥奪 | | | | | | | | | アーバイン伯廃絶 | アーバイン伯廃絶 | アーバイン伯廃絶 | アーバイン伯廃絶 | アーバイン伯廃絶                                                                 | アーバイン伯廃絶                                                                 |                                                     |                                                     |  |  |                                                       |                                                       |                                                       |                                                       |                                                       |                                                       |  |  |  |  |
|                                                                                  |                                                                                  |                                                                                  |                                                                                  |                                                                                  |                                                                                  |  |  | 1663年アーガイル侯以外の爵位回復                                                                                             | | | | | | | | | | | | | | | | | |                                                                                  |                                                                                  |                                                     |                                                     |  |  |                                                       |                                                       |                                                       |                                                       |                                                       |                                                       |  |  |  |  |
|                                                                                  |                                                                                  |                                                                                  |                                                                                  |                                                                                  |                                                                                  |  |  | 9代アーガイル伯 10代キャンベル卿 アーチボルド・キャンベル (1629–1685)                                                        | | | | | | | | | | | | | | | | | |                                                                                  |                                                                                  |                                                     |                                                     |  |  |                                                       |                                                       |                                                       |                                                       |                                                       |                                                       |  |  |  |  |
|                                                                                  |                                                                                  |                                                                                  |                                                                                  |                                                                                  |                                                                                  |  |  | 処刑・爵位剥奪 | | | | | | | | | | | | | | | | | |                                                                                  |                                                                                  |                                                     |                                                     |  |  |                                                       |                                                       |                                                       |                                                       |                                                       |                                                       |  |  |  |  |
|                                                                                  |                                                                                  |                                                                                  |                                                                                  |                                                                                  |                                                                                  |  |  | | | | | | | | | | | | | | | | | | |                                                                                  |                                                                                  |                                                     |                                                     |  |  |                                                       |                                                       |                                                       |                                                       |                                                       |                                                       |  |  |  |  |
|                                                                                  |                                                                                  |                                                                                  |                                                                                  |                                                                                  |                                                                                  |  |  | | | | | | | | | | | | | | | | | | |                                                                                  |                                                                                  |                                                     |                                                     |  |  |                                                       |                                                       |                                                       |                                                       |                                                       |                                                       |  |  |  |  |
|                                                                                  |                                                                                  |                                                                                  |                                                                                  |                                                                                  |                                                                                  |  |  | 1701年アーガイル公 | | | | | | | | | | | | | | | | | |                                                                                  |                                                                                  |                                                     |                                                     |  |  |                                                       |                                                       |                                                       |                                                       |                                                       |                                                       |  |  |  |  |
|                                                                                  |                                                                                  |                                                                                  |                                                                                  |                                                                                  |                                                                                  |  |  | 初代アーガイル公 10代アーガイル伯 11代キャンベル卿 アーチボルド・キャンベル (1658–1703)                                      | 初代アーガイル公 10代アーガイル伯 11代キャンベル卿 アーチボルド・キャンベル (1658–1703)                                      | 初代アーガイル公 10代アーガイル伯 11代キャンベル卿 アーチボルド・キャンベル (1658–1703)                                      | 初代アーガイル公 10代アーガイル伯 11代キャンベル卿 アーチボルド・キャンベル (1658–1703)                                      | 初代アーガイル公 10代アーガイル伯 11代キャンベル卿 アーチボルド・キャンベル (1658–1703)                                      | 初代アーガイル公 10代アーガイル伯 11代キャンベル卿 アーチボルド・キャンベル (1658–1703)                                      | | | ジョン・キャンベル (生年不詳-1729)                                                                                            | ジョン・キャンベル (生年不詳-1729)                                                                                            | ジョン・キャンベル (生年不詳-1729)                                                                                            | ジョン・キャンベル (生年不詳-1729)                                                                                            | ジョン・キャンベル (生年不詳-1729)                                                                                              | ジョン・キャンベル (生年不詳-1729)                                                                                              | | | | |                                                                                  |                                                                                  |                                                     |                                                     |  |  |                                                       |                                                       |                                                       |                                                       |                                                       |                                                       |  |  |  |  |
|                                                                                  |                                                                                  |                                                                                  |                                                                                  |                                                                                  |                                                                                  |  |  | 初代アーガイル公 10代アーガイル伯 11代キャンベル卿 アーチボルド・キャンベル (1658–1703)                                      | 初代アーガイル公 10代アーガイル伯 11代キャンベル卿 アーチボルド・キャンベル (1658–1703)                                      | 初代アーガイル公 10代アーガイル伯 11代キャンベル卿 アーチボルド・キャンベル (1658–1703)                                      | 初代アーガイル公 10代アーガイル伯 11代キャンベル卿 アーチボルド・キャンベル (1658–1703)                                      | 初代アーガイル公 10代アーガイル伯 11代キャンベル卿 アーチボルド・キャンベル (1658–1703)                                      | 初代アーガイル公 10代アーガイル伯 11代キャンベル卿 アーチボルド・キャンベル (1658–1703)                                      | | | ジョン・キャンベル (生年不詳-1729)                                                                                            | ジョン・キャンベル (生年不詳-1729)                                                                                            | ジョン・キャンベル (生年不詳-1729)                                                                                            | ジョン・キャンベル (生年不詳-1729)                                                                                            | ジョン・キャンベル (生年不詳-1729)                                                                                              | ジョン・キャンベル (生年不詳-1729)                                                                                              | | | | |                                                                                  |                                                                                  |                                                     |                                                     |  |  |                                                       |                                                       |                                                       |                                                       |                                                       |                                                       |  |  |  |  |
|                                                                                  |                                                                                  |                                                                                  |                                                                                  |                                                                                  |                                                                                  |  |  | | | | | | | | | | | | | | | | | | |                                                                                  |                                                                                  |                                                     |                                                     |  |  |                                                       |                                                       |                                                       |                                                       |                                                       |                                                       |  |  |  |  |
|                                                                                  |                                                                                  |                                                                                  |                                                                                  |                                                                                  |                                                                                  |  |  | 1706年アイラ伯 | | | | | | | | | | | | | | | | | |                                                                                  |                                                                                  |                                                     |                                                     |  |  |                                                       |                                                       |                                                       |                                                       |                                                       |                                                       |  |  |  |  |
| 2代アーガイル公 11代アーガイル伯 12代キャンベル卿 ジョン・キャンベル (1680–1743) | 2代アーガイル公 11代アーガイル伯 12代キャンベル卿 ジョン・キャンベル (1680–1743) | 2代アーガイル公 11代アーガイル伯 12代キャンベル卿 ジョン・キャンベル (1680–1743) | 2代アーガイル公 11代アーガイル伯 12代キャンベル卿 ジョン・キャンベル (1680–1743) | 2代アーガイル公 11代アーガイル伯 12代キャンベル卿 ジョン・キャンベル (1680–1743) | 2代アーガイル公 11代アーガイル伯 12代キャンベル卿 ジョン・キャンベル (1680–1743) |  |  | 3代アーガイル公 12代アーガイル伯 初代アイラ伯 13代キャンベル卿 アーチボルド・キャンベル (1682–1761)                          | 3代アーガイル公 12代アーガイル伯 初代アイラ伯 13代キャンベル卿 アーチボルド・キャンベル (1682–1761)                          | 3代アーガイル公 12代アーガイル伯 初代アイラ伯 13代キャンベル卿 アーチボルド・キャンベル (1682–1761)                          | 3代アーガイル公 12代アーガイル伯 初代アイラ伯 13代キャンベル卿 アーチボルド・キャンベル (1682–1761)                          | 3代アーガイル公 12代アーガイル伯 初代アイラ伯 13代キャンベル卿 アーチボルド・キャンベル (1682–1761)                          | 3代アーガイル公 12代アーガイル伯 初代アイラ伯 13代キャンベル卿 アーチボルド・キャンベル (1682–1761)                          | | | 4代アーガイル公 13代アーガイル伯 14代キャンベル卿 ジョン・キャンベル (1693頃–1770)                                            | 4代アーガイル公 13代アーガイル伯 14代キャンベル卿 ジョン・キャンベル (1693頃–1770)                                            | 4代アーガイル公 13代アーガイル伯 14代キャンベル卿 ジョン・キャンベル (1693頃–1770)                                            | 4代アーガイル公 13代アーガイル伯 14代キャンベル卿 ジョン・キャンベル (1693頃–1770)                                            | 4代アーガイル公 13代アーガイル伯 14代キャンベル卿 ジョン・キャンベル (1693頃–1770)                                              | 4代アーガイル公 13代アーガイル伯 14代キャンベル卿 ジョン・キャンベル (1693頃–1770)                                              | | | | |                                                                                  |                                                                                  |                                                     |                                                     |  |  |                                                       |                                                       |                                                       |                                                       |                                                       |                                                       |  |  |  |  |
| 2代アーガイル公 11代アーガイル伯 12代キャンベル卿 ジョン・キャンベル (1680–1743) | 2代アーガイル公 11代アーガイル伯 12代キャンベル卿 ジョン・キャンベル (1680–1743) | 2代アーガイル公 11代アーガイル伯 12代キャンベル卿 ジョン・キャンベル (1680–1743) | 2代アーガイル公 11代アーガイル伯 12代キャンベル卿 ジョン・キャンベル (1680–1743) | 2代アーガイル公 11代アーガイル伯 12代キャンベル卿 ジョン・キャンベル (1680–1743) | 2代アーガイル公 11代アーガイル伯 12代キャンベル卿 ジョン・キャンベル (1680–1743) |  |  | 3代アーガイル公 12代アーガイル伯 初代アイラ伯 13代キャンベル卿 アーチボルド・キャンベル (1682–1761)                          | 3代アーガイル公 12代アーガイル伯 初代アイラ伯 13代キャンベル卿 アーチボルド・キャンベル (1682–1761)                          | 3代アーガイル公 12代アーガイル伯 初代アイラ伯 13代キャンベル卿 アーチボルド・キャンベル (1682–1761)                          | 3代アーガイル公 12代アーガイル伯 初代アイラ伯 13代キャンベル卿 アーチボルド・キャンベル (1682–1761)                          | 3代アーガイル公 12代アーガイル伯 初代アイラ伯 13代キャンベル卿 アーチボルド・キャンベル (1682–1761)                          | 3代アーガイル公 12代アーガイル伯 初代アイラ伯 13代キャンベル卿 アーチボルド・キャンベル (1682–1761)                          | アイラ伯廃絶                                                                                         | | 4代アーガイル公 13代アーガイル伯 14代キャンベル卿 ジョン・キャンベル (1693頃–1770)                                            | 4代アーガイル公 13代アーガイル伯 14代キャンベル卿 ジョン・キャンベル (1693頃–1770)                                            | 4代アーガイル公 13代アーガイル伯 14代キャンベル卿 ジョン・キャンベル (1693頃–1770)                                            | 4代アーガイル公 13代アーガイル伯 14代キャンベル卿 ジョン・キャンベル (1693頃–1770)                                            | 4代アーガイル公 13代アーガイル伯 14代キャンベル卿 ジョン・キャンベル (1693頃–1770)                                              | 4代アーガイル公 13代アーガイル伯 14代キャンベル卿 ジョン・キャンベル (1693頃–1770)                                              | | | | |                                                                                  |                                                                                  |                                                     |                                                     |  |  |                                                       |                                                       |                                                       |                                                       |                                                       |                                                       |  |  |  |  |
|                                                                                  |                                                                                  |                                                                                  |                                                                                  |                                                                                  |                                                                                  |  |  | | | | | | | | | 1766年サンドリッジ男爵 | 1766年サンドリッジ男爵 | 1766年サンドリッジ男爵 | 1766年サンドリッジ男爵 | 1766年サンドリッジ男爵 | 1766年サンドリッジ男爵 | | | 1776年ハミルトン男爵 | 1776年ハミルトン男爵 | 1776年ハミルトン男爵                                                             | 1776年ハミルトン男爵                                                             | 1776年ハミルトン男爵                                | 1776年ハミルトン男爵                                |  |  |                                                       |                                                       |                                                       |                                                       |                                                       |                                                       |  |  |  |  |
|                                                                                  |                                                                                  |                                                                                  |                                                                                  |                                                                                  |                                                                                  |  |  | | | | | | | | | 1766年サンドリッジ男爵 | 1766年サンドリッジ男爵 | 1766年サンドリッジ男爵 | 1766年サンドリッジ男爵 | 1766年サンドリッジ男爵 | 1766年サンドリッジ男爵 | 5代アーガイル公 14代アーガイル伯 15代キャンベル卿 ジョン・キャンベル (1723–1806)                                                | 5代アーガイル公 14代アーガイル伯 15代キャンベル卿 ジョン・キャンベル (1723–1806)                                                | 5代アーガイル公 14代アーガイル伯 15代キャンベル卿 ジョン・キャンベル (1723–1806)                                                | 5代アーガイル公 14代アーガイル伯 15代キャンベル卿 ジョン・キャンベル (1723–1806)                                                | 5代アーガイル公 14代アーガイル伯 15代キャンベル卿 ジョン・キャンベル (1723–1806) | 5代アーガイル公 14代アーガイル伯 15代キャンベル卿 ジョン・キャンベル (1723–1806) | 1776年ハミルトン男爵                                | 1776年ハミルトン男爵                                |  |  | 初代ハミルトン女男爵 エリザベス・ガニング (1733–1790) | 初代ハミルトン女男爵 エリザベス・ガニング (1733–1790) | 初代ハミルトン女男爵 エリザベス・ガニング (1733–1790) | 初代ハミルトン女男爵 エリザベス・ガニング (1733–1790) | 初代ハミルトン女男爵 エリザベス・ガニング (1733–1790) | 初代ハミルトン女男爵 エリザベス・ガニング (1733–1790) |  |  |  |  |
|                                                                                  |                                                                                  |                                                                                  |                                                                                  |                                                                                  |                                                                                  |  |  | | | | | | | | | | | | | | | 5代アーガイル公 14代アーガイル伯 15代キャンベル卿 ジョン・キャンベル (1723–1806)                                                | 5代アーガイル公 14代アーガイル伯 15代キャンベル卿 ジョン・キャンベル (1723–1806)                                                | 5代アーガイル公 14代アーガイル伯 15代キャンベル卿 ジョン・キャンベル (1723–1806)                                                | 5代アーガイル公 14代アーガイル伯 15代キャンベル卿 ジョン・キャンベル (1723–1806)                                                | 5代アーガイル公 14代アーガイル伯 15代キャンベル卿 ジョン・キャンベル (1723–1806) | 5代アーガイル公 14代アーガイル伯 15代キャンベル卿 ジョン・キャンベル (1723–1806) |                                                     |                                                     |  |  | 初代ハミルトン女男爵 エリザベス・ガニング (1733–1790) | 初代ハミルトン女男爵 エリザベス・ガニング (1733–1790) | 初代ハミルトン女男爵 エリザベス・ガニング (1733–1790) | 初代ハミルトン女男爵 エリザベス・ガニング (1733–1790) | 初代ハミルトン女男爵 エリザベス・ガニング (1733–1790) | 初代ハミルトン女男爵 エリザベス・ガニング (1733–1790) |  |  |  |  |
|                                                                                  |                                                                                  |                                                                                  |                                                                                  |                                                                                  |                                                                                  |  |  | | | | | | | | | | | | | | | | | | |                                                                                  |                                                                                  |                                                     |                                                     |  |  |                                                       |                                                       |                                                       |                                                       |                                                       |                                                       |  |  |  |  |
|                                                                                  |                                                                                  |                                                                                  |                                                                                  |                                                                                  |                                                                                  |  |  | | | | | | | | | | | | | | | | | | |                                                                                  |                                                                                  |                                                     |                                                     |  |  |                                                       |                                                       |                                                       |                                                       |                                                       |                                                       |  |  |  |  |
|                                                                                  |                                                                                  |                                                                                  |                                                                                  |                                                                                  |                                                                                  |  |  | | | | | 6代アーガイル公 15代アーガイル伯 16代キャンベル卿 3代ハミルトン男爵 ジョージ・キャンベル (1766–1839)                         | 6代アーガイル公 15代アーガイル伯 16代キャンベル卿 3代ハミルトン男爵 ジョージ・キャンベル (1766–1839)                         | 6代アーガイル公 15代アーガイル伯 16代キャンベル卿 3代ハミルトン男爵 ジョージ・キャンベル (1766–1839) | 6代アーガイル公 15代アーガイル伯 16代キャンベル卿 3代ハミルトン男爵 ジョージ・キャンベル (1766–1839) | 6代アーガイル公 15代アーガイル伯 16代キャンベル卿 3代ハミルトン男爵 ジョージ・キャンベル (1766–1839)                          | 6代アーガイル公 15代アーガイル伯 16代キャンベル卿 3代ハミルトン男爵 ジョージ・キャンベル (1766–1839)                          | | | 7代アーガイル公 16代アーガイル伯 17代キャンベル卿 4代ハミルトン男爵 ジョン・キャンベル (1777–1847)                              | 7代アーガイル公 16代アーガイル伯 17代キャンベル卿 4代ハミルトン男爵 ジョン・キャンベル (1777–1847)                              | 7代アーガイル公 16代アーガイル伯 17代キャンベル卿 4代ハミルトン男爵 ジョン・キャンベル (1777–1847)                              | 7代アーガイル公 16代アーガイル伯 17代キャンベル卿 4代ハミルトン男爵 ジョン・キャンベル (1777–1847)                              | 7代アーガイル公 16代アーガイル伯 17代キャンベル卿 4代ハミルトン男爵 ジョン・キャンベル (1777–1847)                              | 7代アーガイル公 16代アーガイル伯 17代キャンベル卿 4代ハミルトン男爵 ジョン・キャンベル (1777–1847)                              |                                                                                  |                                                                                  |                                                     |                                                     |  |  |                                                       |                                                       |                                                       |                                                       |                                                       |                                                       |  |  |  |  |
|                                                                                  |                                                                                  |                                                                                  |                                                                                  |                                                                                  |                                                                                  |  |  | | | | | 6代アーガイル公 15代アーガイル伯 16代キャンベル卿 3代ハミルトン男爵 ジョージ・キャンベル (1766–1839)                         | 6代アーガイル公 15代アーガイル伯 16代キャンベル卿 3代ハミルトン男爵 ジョージ・キャンベル (1766–1839)                         | 6代アーガイル公 15代アーガイル伯 16代キャンベル卿 3代ハミルトン男爵 ジョージ・キャンベル (1766–1839) | 6代アーガイル公 15代アーガイル伯 16代キャンベル卿 3代ハミルトン男爵 ジョージ・キャンベル (1766–1839) | 6代アーガイル公 15代アーガイル伯 16代キャンベル卿 3代ハミルトン男爵 ジョージ・キャンベル (1766–1839)                          | 6代アーガイル公 15代アーガイル伯 16代キャンベル卿 3代ハミルトン男爵 ジョージ・キャンベル (1766–1839)                          | | | 7代アーガイル公 16代アーガイル伯 17代キャンベル卿 4代ハミルトン男爵 ジョン・キャンベル (1777–1847)                              | 7代アーガイル公 16代アーガイル伯 17代キャンベル卿 4代ハミルトン男爵 ジョン・キャンベル (1777–1847)                              | 7代アーガイル公 16代アーガイル伯 17代キャンベル卿 4代ハミルトン男爵 ジョン・キャンベル (1777–1847)                              | 7代アーガイル公 16代アーガイル伯 17代キャンベル卿 4代ハミルトン男爵 ジョン・キャンベル (1777–1847)                              | 7代アーガイル公 16代アーガイル伯 17代キャンベル卿 4代ハミルトン男爵 ジョン・キャンベル (1777–1847)                              | 7代アーガイル公 16代アーガイル伯 17代キャンベル卿 4代ハミルトン男爵 ジョン・キャンベル (1777–1847)                              |                                                                                  |                                                                                  |                                                     |                                                     |  |  |                                                       |                                                       |                                                       |                                                       |                                                       |                                                       |  |  |  |  |
|                                                                                  |                                                                                  |                                                                                  |                                                                                  |                                                                                  |                                                                                  |  |  | | | | | | | | | | | | | 1892年アーガイル公(連合王国) | | | | | |                                                                                  |                                                                                  |                                                     |                                                     |  |  |                                                       |                                                       |                                                       |                                                       |                                                       |                                                       |  |  |  |  |
| ヴィクトリア女王 (1819–1901)                                                     | ヴィクトリア女王 (1819–1901)                                                     | ヴィクトリア女王 (1819–1901)                                                     | ヴィクトリア女王 (1819–1901)                                                     | ヴィクトリア女王 (1819–1901)                                                     | ヴィクトリア女王 (1819–1901)                                                     |  |  | | | | | | | | | | | | | 8代アーガイル公 初代アーガイル公(連合王国) 17代アーガイル伯 18代キャンベル卿 5代ハミルトン男爵 ジョージ・キャンベル (1823–1900) | 8代アーガイル公 初代アーガイル公(連合王国) 17代アーガイル伯 18代キャンベル卿 5代ハミルトン男爵 ジョージ・キャンベル (1823–1900) | 8代アーガイル公 初代アーガイル公(連合王国) 17代アーガイル伯 18代キャンベル卿 5代ハミルトン男爵 ジョージ・キャンベル (1823–1900) | 8代アーガイル公 初代アーガイル公(連合王国) 17代アーガイル伯 18代キャンベル卿 5代ハミルトン男爵 ジョージ・キャンベル (1823–1900) | 8代アーガイル公 初代アーガイル公(連合王国) 17代アーガイル伯 18代キャンベル卿 5代ハミルトン男爵 ジョージ・キャンベル (1823–1900) | 8代アーガイル公 初代アーガイル公(連合王国) 17代アーガイル伯 18代キャンベル卿 5代ハミルトン男爵 ジョージ・キャンベル (1823–1900) |                                                                                  |                                                                                  |                                                     |                                                     |  |  |                                                       |                                                       |                                                       |                                                       |                                                       |                                                       |  |  |  |  |
| ヴィクトリア女王 (1819–1901)                                                     | ヴィクトリア女王 (1819–1901)                                                     | ヴィクトリア女王 (1819–1901)                                                     | ヴィクトリア女王 (1819–1901)                                                     | ヴィクトリア女王 (1819–1901)                                                     | ヴィクトリア女王 (1819–1901)                                                     |  |  | | | | | | | | | | | | | 8代アーガイル公 初代アーガイル公(連合王国) 17代アーガイル伯 18代キャンベル卿 5代ハミルトン男爵 ジョージ・キャンベル (1823–1900) | 8代アーガイル公 初代アーガイル公(連合王国) 17代アーガイル伯 18代キャンベル卿 5代ハミルトン男爵 ジョージ・キャンベル (1823–1900) | 8代アーガイル公 初代アーガイル公(連合王国) 17代アーガイル伯 18代キャンベル卿 5代ハミルトン男爵 ジョージ・キャンベル (1823–1900) | 8代アーガイル公 初代アーガイル公(連合王国) 17代アーガイル伯 18代キャンベル卿 5代ハミルトン男爵 ジョージ・キャンベル (1823–1900) | 8代アーガイル公 初代アーガイル公(連合王国) 17代アーガイル伯 18代キャンベル卿 5代ハミルトン男爵 ジョージ・キャンベル (1823–1900) | 8代アーガイル公 初代アーガイル公(連合王国) 17代アーガイル伯 18代キャンベル卿 5代ハミルトン男爵 ジョージ・キャンベル (1823–1900) |                                                                                  |                                                                                  |                                                     |                                                     |  |  |                                                       |                                                       |                                                       |                                                       |                                                       |                                                       |  |  |  |  |
|                                                                                  |                                                                                  |                                                                                  |                                                                                  |                                                                                  |                                                                                  |  |  | | | | | | | | | | | | | | | | | | |                                                                                  |                                                                                  |                                                     |                                                     |  |  |                                                       |                                                       |                                                       |                                                       |                                                       |                                                       |  |  |  |  |
| アーガイル公爵夫人 ルイーズ (1849–1939)                                          | アーガイル公爵夫人 ルイーズ (1849–1939)                                          | アーガイル公爵夫人 ルイーズ (1849–1939)                                          | アーガイル公爵夫人 ルイーズ (1849–1939)                                          | アーガイル公爵夫人 ルイーズ (1849–1939)                                          | アーガイル公爵夫人 ルイーズ (1849–1939)                                          |  |  | 9代アーガイル公 2代アーガイル公(連合王国) 18代アーガイル伯 19代キャンベル卿 6代ハミルトン男爵 ジョン・キャンベル (1845–1914) | 9代アーガイル公 2代アーガイル公(連合王国) 18代アーガイル伯 19代キャンベル卿 6代ハミルトン男爵 ジョン・キャンベル (1845–1914) | 9代アーガイル公 2代アーガイル公(連合王国) 18代アーガイル伯 19代キャンベル卿 6代ハミルトン男爵 ジョン・キャンベル (1845–1914) | 9代アーガイル公 2代アーガイル公(連合王国) 18代アーガイル伯 19代キャンベル卿 6代ハミルトン男爵 ジョン・キャンベル (1845–1914) | 9代アーガイル公 2代アーガイル公(連合王国) 18代アーガイル伯 19代キャンベル卿 6代ハミルトン男爵 ジョン・キャンベル (1845–1914) | 9代アーガイル公 2代アーガイル公(連合王国) 18代アーガイル伯 19代キャンベル卿 6代ハミルトン男爵 ジョン・キャンベル (1845–1914) | | | アーチボルド・キャンベル (1846–1913)                                                                                          | アーチボルド・キャンベル (1846–1913)                                                                                          | アーチボルド・キャンベル (1846–1913)                                                                                          | アーチボルド・キャンベル (1846–1913)                                                                                          | アーチボルド・キャンベル (1846–1913)                                                                                            | アーチボルド・キャンベル (1846–1913)                                                                                            | | | ウォルター・キャンベル (1848–1889)                                                                                              | ウォルター・キャンベル (1848–1889)                                                                                              | ウォルター・キャンベル (1848–1889)                                               | ウォルター・キャンベル (1848–1889)                                               | ウォルター・キャンベル (1848–1889)                  | ウォルター・キャンベル (1848–1889)                  |  |  |                                                       |                                                       |                                                       |                                                       |                                                       |                                                       |  |  |  |  |
| アーガイル公爵夫人 ルイーズ (1849–1939)                                          | アーガイル公爵夫人 ルイーズ (1849–1939)                                          | アーガイル公爵夫人 ルイーズ (1849–1939)                                          | アーガイル公爵夫人 ルイーズ (1849–1939)                                          | アーガイル公爵夫人 ルイーズ (1849–1939)                                          | アーガイル公爵夫人 ルイーズ (1849–1939)                                          |  |  | 9代アーガイル公 2代アーガイル公(連合王国) 18代アーガイル伯 19代キャンベル卿 6代ハミルトン男爵 ジョン・キャンベル (1845–1914) | 9代アーガイル公 2代アーガイル公(連合王国) 18代アーガイル伯 19代キャンベル卿 6代ハミルトン男爵 ジョン・キャンベル (1845–1914) | 9代アーガイル公 2代アーガイル公(連合王国) 18代アーガイル伯 19代キャンベル卿 6代ハミルトン男爵 ジョン・キャンベル (1845–1914) | 9代アーガイル公 2代アーガイル公(連合王国) 18代アーガイル伯 19代キャンベル卿 6代ハミルトン男爵 ジョン・キャンベル (1845–1914) | 9代アーガイル公 2代アーガイル公(連合王国) 18代アーガイル伯 19代キャンベル卿 6代ハミルトン男爵 ジョン・キャンベル (1845–1914) | 9代アーガイル公 2代アーガイル公(連合王国) 18代アーガイル伯 19代キャンベル卿 6代ハミルトン男爵 ジョン・キャンベル (1845–1914) | | | アーチボルド・キャンベル (1846–1913)                                                                                          | アーチボルド・キャンベル (1846–1913)                                                                                          | アーチボルド・キャンベル (1846–1913)                                                                                          | アーチボルド・キャンベル (1846–1913)                                                                                          | アーチボルド・キャンベル (1846–1913)                                                                                            | アーチボルド・キャンベル (1846–1913)                                                                                            | | | ウォルター・キャンベル (1848–1889)                                                                                              | ウォルター・キャンベル (1848–1889)                                                                                              | ウォルター・キャンベル (1848–1889)                                               | ウォルター・キャンベル (1848–1889)                                               | ウォルター・キャンベル (1848–1889)                  | ウォルター・キャンベル (1848–1889)                  |  |  |                                                       |                                                       |                                                       |                                                       |                                                       |                                                       |  |  |  |  |
|                                                                                  |                                                                                  |                                                                                  |                                                                                  |                                                                                  |                                                                                  |  |  | | | | | | | | | | | | | | | | | | |                                                                                  |                                                                                  |                                                     |                                                     |  |  |                                                       |                                                       |                                                       |                                                       |                                                       |                                                       |  |  |  |  |
|                                                                                  |                                                                                  |                                                                                  |                                                                                  |                                                                                  |                                                                                  |  |  | | | | | | | | | 10代アーガイル公 3代アーガイル公(連合王国) 19代アーガイル伯 20代キャンベル卿 7代ハミルトン男爵 ニール・キャンベル (1872–1948) | 10代アーガイル公 3代アーガイル公(連合王国) 19代アーガイル伯 20代キャンベル卿 7代ハミルトン男爵 ニール・キャンベル (1872–1948) | 10代アーガイル公 3代アーガイル公(連合王国) 19代アーガイル伯 20代キャンベル卿 7代ハミルトン男爵 ニール・キャンベル (1872–1948) | 10代アーガイル公 3代アーガイル公(連合王国) 19代アーガイル伯 20代キャンベル卿 7代ハミルトン男爵 ニール・キャンベル (1872–1948) | 10代アーガイル公 3代アーガイル公(連合王国) 19代アーガイル伯 20代キャンベル卿 7代ハミルトン男爵 ニール・キャンベル (1872–1948)   | 10代アーガイル公 3代アーガイル公(連合王国) 19代アーガイル伯 20代キャンベル卿 7代ハミルトン男爵 ニール・キャンベル (1872–1948)   | | | ダグラス・キャンベル (1877–1926)                                                                                                | ダグラス・キャンベル (1877–1926)                                                                                                | ダグラス・キャンベル (1877–1926)                                                 | ダグラス・キャンベル (1877–1926)                                                 | ダグラス・キャンベル (1877–1926)                    | ダグラス・キャンベル (1877–1926)                    |  |  |                                                       |                                                       |                                                       |                                                       |                                                       |                                                       |  |  |  |  |
|                                                                                  |                                                                                  |                                                                                  |                                                                                  |                                                                                  |                                                                                  |  |  | | | | | | | | | 10代アーガイル公 3代アーガイル公(連合王国) 19代アーガイル伯 20代キャンベル卿 7代ハミルトン男爵 ニール・キャンベル (1872–1948) | 10代アーガイル公 3代アーガイル公(連合王国) 19代アーガイル伯 20代キャンベル卿 7代ハミルトン男爵 ニール・キャンベル (1872–1948) | 10代アーガイル公 3代アーガイル公(連合王国) 19代アーガイル伯 20代キャンベル卿 7代ハミルトン男爵 ニール・キャンベル (1872–1948) | 10代アーガイル公 3代アーガイル公(連合王国) 19代アーガイル伯 20代キャンベル卿 7代ハミルトン男爵 ニール・キャンベル (1872–1948) | 10代アーガイル公 3代アーガイル公(連合王国) 19代アーガイル伯 20代キャンベル卿 7代ハミルトン男爵 ニール・キャンベル (1872–1948)   | 10代アーガイル公 3代アーガイル公(連合王国) 19代アーガイル伯 20代キャンベル卿 7代ハミルトン男爵 ニール・キャンベル (1872–1948)   | | | ダグラス・キャンベル (1877–1926)                                                                                                | ダグラス・キャンベル (1877–1926)                                                                                                | ダグラス・キャンベル (1877–1926)                                                 | ダグラス・キャンベル (1877–1926)                                                 | ダグラス・キャンベル (1877–1926)                    | ダグラス・キャンベル (1877–1926)                    |  |  |                                                       |                                                       |                                                       |                                                       |                                                       |                                                       |  |  |  |  |
|                                                                                  |                                                                                  |                                                                                  |                                                                                  |                                                                                  |                                                                                  |  |  | | | | | | | | | | | | | | | | | 11代アーガイル公 4代アーガイル公(連合王国) 20代アーガイル伯 21代キャンベル卿 8代ハミルトン男爵 イアン・キャンベル (1903–1973)   | |                                                                                  |                                                                                  |                                                     |                                                     |  |  |                                                       |                                                       |                                                       |                                                       |                                                       |                                                       |  |  |  |  |
|                                                                                  |                                                                                  |                                                                                  |                                                                                  |                                                                                  |                                                                                  |  |  | | | | | | | | | | | | | | | | | | |                                                                                  |                                                                                  |                                                     |                                                     |  |  |                                                       |                                                       |                                                       |                                                       |                                                       |                                                       |  |  |  |  |
|                                                                                  |                                                                                  |                                                                                  |                                                                                  |                                                                                  |                                                                                  |  |  | | | | | | | | | | | | | | | | | 12代アーガイル公 5代アーガイル公(連合王国) 21代アーガイル伯 22代キャンベル卿 9代ハミルトン男爵 イアン・キャンベル (1937–2001)   | |                                                                                  |                                                                                  |                                                     |                                                     |  |  |                                                       |                                                       |                                                       |                                                       |                                                       |                                                       |  |  |  |  |
|                                                                                  |                                                                                  |                                                                                  |                                                                                  |                                                                                  |                                                                                  |  |  | | | | | | | | | | | | | | | | | | |                                                                                  |                                                                                  |                                                     |                                                     |  |  |                                                       |                                                       |                                                       |                                                       |                                                       |                                                       |  |  |  |  |
|                                                                                  |                                                                                  |                                                                                  |                                                                                  |                                                                                  |                                                                                  |  |  | | | | | | | | | | | | | | | | | 13代アーガイル公 6代アーガイル公(連合王国) 22代アーガイル伯 23代キャンベル卿 10代ハミルトン男爵 トーキル・キャンベル (1968-)    | |                                                                                  |                                                                                  |                                                     |                                                     |  |  |                                                       |                                                       |                                                       |                                                       |                                                       |                                                       |  |  |  |  |
|                                                                                  |                                                                                  |                                                                                  |                                                                                  |                                                                                  |                                                                                  |  |  | | | | | | | | | | | | | | | | | | |                                                                                  |                                                                                  |                                                     |                                                     |  |  |                                                       |                                                       |                                                       |                                                       |                                                       |                                                       |  |  |  |  |
|                                                                                  |                                                                                  |                                                                                  |                                                                                  |                                                                                  |                                                                                  |  |  | | | | | | | | | | | | | | | | | ローン侯(儀礼称号) アーチー・キャンベル (2004-)                                                                                 | |                                                                                  |                                                                                  |                                                     |                                                     |  |  |                                                       |                                                       |                                                       |                                                       |                                                       |                                                       |  |  |  |  |